# Bild und Heimat

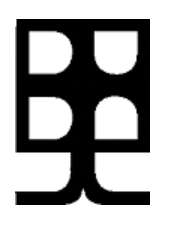
Bild und Heimat Logo bis 1989

Bild und Heimat ist ein Sachbuch- und Kalender-Verlag mit einem regionalen Schwerpunkt auf Ostdeutschland.
Neben der Veröffentlichung und dem Vertrieb von Druckerzeugnissen vertreibt der Verlag ein Archiv mit mehr als 200.000 Fotografien von Landschaften, Bauwerken, Regionen und Städten der Deutschen Demokratischen Republik. Bild und Heimat gibt an, das größte Foto-Archiv zu diesem Thema zu besitzen. Der Verlag hat seinen Sitz seit 2015 in Berlin und gehört zur Berliner Buchverlagsgesellschaft BEBUG. Zu dieser Verlagsgruppe gehören neben Bild und Heimat auch die Verlage Rotbuch, Edition Berolina und der Gemini Verlag.

## Geschichte
Der Verlag wurde 1951 als Volkseigener Betrieb „VEB Volkskunstverlag Reichenbach“ im vogtländischen Reichenbach gegründet.
1959 wurde der Verlag in „VEB Bild und Heimat“ umbenannt. Bild und Heimat war Marktführer in der DDR in der Herstellung von Ansichtskarten und Kalendern. Mit 70 Mitarbeitern produzierte das Unternehmen 95 % aller Ansichtskarten der DDR.
Die Sozialistische Einheitspartei Deutschlands erwarb 1975 den Verlag und führte ihn im Rahmen der Verlagsgruppe VOB Zentrag weiter. Der Verlag firmierte fortan als „Bild und Heimat Reichenbach“.
Der Verlag publizierte in Mappen Künstlerpostkarten, u. a. nach Zeichnungen von Helmut Rudolph, und arbeitete dabei auch mit Heinrich Douffet und Gunther Galinsky zusammen.
1983 produzierte der Verlag rund 140 Millionen Ansichtskarten und 20 verschiedene Kalender. Pro Jahr wurden circa 250 neue Ansichtskarten-Motive auf den Markt gebracht.
In der Wendezeit konnte das Unternehmen im Rahmen der Privatisierung erhalten werden. Bild und Heimat wurde an die Papier- und Lederwarenhandlung Treuleben & Bischoff verkauft.
2001 verschmolz Treuleben & Bischoff alle Unternehmen, darunter auch die Druckwerke Reichenbach und Bild und Heimat sowie weitere Verlage, unter dem Dach der Leipziger Unternehmensgruppe Offizin Andersen Nexö. Der Sitz des Unternehmens blieb in Reichenbach.
2010 wurde das Unternehmen ausgegliedert und an die Berliner Buchverlagsgesellschaft BEBUG verkauft. Der Vertrieb der Produkte wurde durch die Eulenspiegel Verlagsgruppe besorgt. Der Druck erfolgte weiterhin bei den Druckwerken Reichenbach.
Auf der Leipziger Buchmesse ist der Verlag seit 2010 präsent und stellt seine Artikel vor.
Die Kooperation mit der Eulenspiegel Verlagsgruppe wurde 2014 beendet. Fortan vermarktete der Verlag seine Artikel mit einem eigenen Vertrieb und Außendienst. Die Auslieferung erfolgte durch die Leipziger Kommissions- und Großbuchhandelsgesellschaft.
Als die LKG-Mutter KNV 2019 Insolvenz anmeldete, wechselte Bild und Heimat zur Prolit Verlagsauslieferung.

## Bücher
Der Verlag, der bis 2013 nur Kalender, Ansichtskarten und Puzzles veröffentlichte, startete 2014 mit einem Buchprogramm.Dazu gehören Autobiografien, Sachbücher, Bildbände, Krimis und Romane. Dazu gehört die Krimi-Reihe „Blutiger Osten“. Jedes Jahr erscheinen drei bis fünf ausgewählte Kriminalfälle in dieser Reihe. Autoren der Reihe sind unter anderen Hans Girod, Henner Kotte, Evelyne Schulze, Frank-Rainer Schurich, Wolfgang Swat, Klaus Ungerer, Remo Kroll, Siegfried Schwarz, Birgit von Derschau.

## Kalender

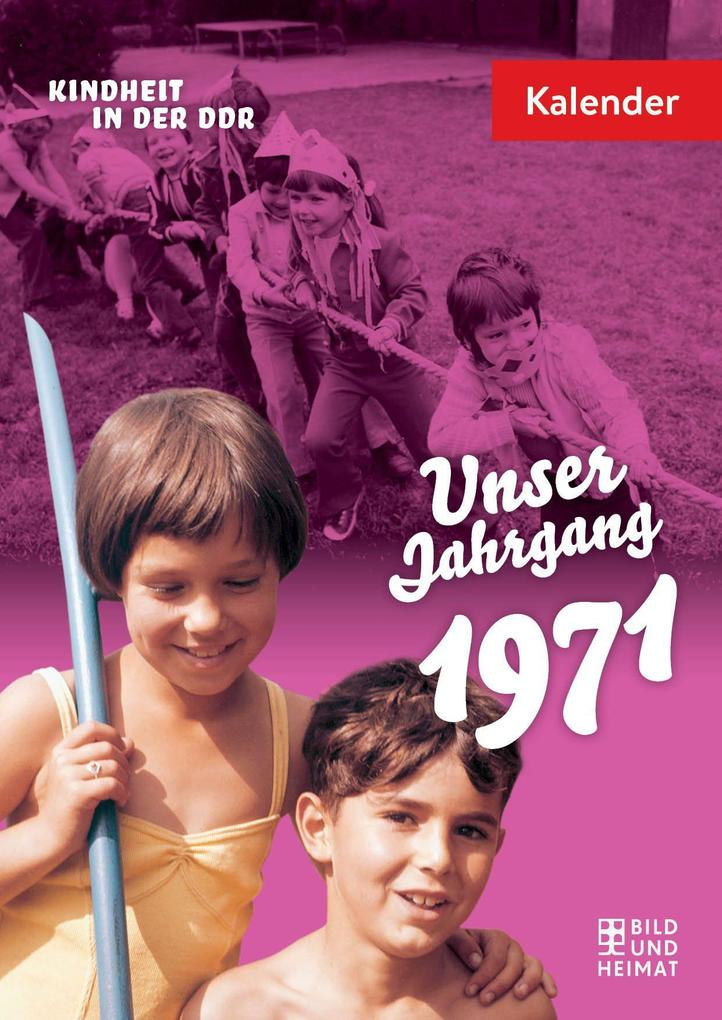
Unser Jahrgang Kalender

Ein Spezialgebiet ist heute die Veröffentlichung von Kalendern, die sich der Ostalgie verschreiben. Seit 1991 erscheint ein Wandkalender „Heimat- und Hauskalender aus dem Erzgebirge und dem Vogtland“ im Bild und Heimat Verlag. Zum festen Autorenkollegium des Kalenders gehörten der Landschaftsfotograf Christoph Georgi sowie die Autoren Manfred Blechschmidt und Klaus Walther. Seit 1995 veröffentlicht der Verlag Kalender der Fotografin und Illustratorin Rita Bellmann, die für die Zeitung Wochenpost tätig war. Bild und Heimat veröffentlicht den Kalender zur Zeitschrift „Das Magazin“. In Zusammenarbeit mit der Zeitschrift Superillu des Burda Verlags erscheint der Kalender „Unsere schöne Heimat“. 2015 entstand auch ein gleichnamiger Bildband, der in regelmäßigen Fortsetzungen erscheint. Im Rahmen der Zusammenarbeit mit der Zeitschrift erscheinen auch ein Bildband, diverse Bücher sowie „Der große SUPERillu Küchenkalender“. Außerdem werden Küchenkalender und Monatsterminkalender herausgegeben.